# 김숙자 (무용가)
김숙자(金淑子, 1927년 11월 27일 ~ 1991년 12월 23일)는 대한민국의 전 살풀이춤 무형문화재이다.

## 생애
경기도 안성에서 태어났다. 조부 김석창(金碩昌.판소리 경제(京制) 명창)과 부친 김덕원은 판소리 명창이었다. 외사촌 오빠 정일동(鄭日東)은 경기무악 장단의 일인자였다. 김숙자는 부친의 친구였던 조진영(趙鎭英)으로부터 판소리 다섯 바탕과 잡가 전체를 이수했다. 김숙자는 1947년 대전에서 국악 교실을 열었다. 대전국악원을 설립했다. 한국무속예술보존회 회장을 지냈다. 1987년부터 서울예술전문대학 강사로 출강했다. 서울 관악구 봉천7동에 김숙자 무용연구소를 세웠다. 딸 김운선이 뒤를 이었다. 제자로는 유홍란(柳紅蘭, 1984년 작고), 김란(金蘭), 양길순(梁吉順, 전수생), 장두이(張斗伊, 재미 브로드웨이 연극 배우), 이양지(李良枝, 작가) 등이 있다.

## 참고자료
- 김숙자 한국민족문화대백과